# Shahin Kolonja
Shahin Kolonja, születési nevén Shahin Ypi (Starje, 1865. december – Konstantinápoly, 1919) albán politikus, publicista. Az albán függetlenségi mozgalom időszakában, 1901–1908 között az egyik legolvasottabb albán nyelvű nacionalista lap, a Szófiában megjelent Drita (’A Fény’) szerkesztője volt.

## Életútja
Albánia délkeleti vidékén, a Kolonjai-fennsík egyik kis falujában született mint a tehetős Ypi család sarja. Alapiskoláit Korçában fejezte be, majd Konstantinápolyban elvégezte a birodalmi közigazgatási kollégiumot. Az oszmán fővárosban közelebbi ismeretségbe került a helyi albán kolónia értelmiségi vezetőivel. Maga is kísérletet tett az újságalapításra, de próbálkozása ekkor még kudarccal zárult. Az 1890-es évek elejétől Drinápolyban és Kirk Kiliszében vállalt tanári állást (egyebek mellett fizikát és csillagászatot oktatott), majd Kocsana, később pedig Ajnoroz kajmakámja (tartományi kormányzója) lett. Drinápolyban tanítványai közé tartozott Sejfi Vllamasi, későbbi albán politikus.
A századforduló körül Konstantinápoly, Athén és Párizs között élt háromlaki életet. 1901 novemberében Szófiában megalapította Drita (’A Fény’) című folyóiratát, amelyet a Kristo Luarasi által 1897-ben alapított Mbrothësia (’Haladás’) nyomda adott ki. A kéthetente megjelenő négyoldalas lap eleinte pénzügyi nehézségekkel küszködött, de később az Osztrák–Magyar Monarchia támogatta a kiadását. Az 1908-ig megjelent, kompromisszumokat nem ismerő, harciasan hazafias hangvételű folyóirat a kor legolvasottabb albán nyelvű sajtótermékei közé tartozott.
Ibrahim Temo ösztönzésére csatlakozott az ifjútörök mozgalomhoz. Az ifjútörök forradalom győzelme után, 1908 decemberében megalakult konstantinápolyi parlament alsóházában a huszonhat albán nemzetiségű képviselő egyike volt. Szűkebb pátriáját, Korçát képviselve csatlakozott az Ismail Qemali vezette, a nemzetiségi képviselőket tömörítő Ahrar liberális párt frakciójához.
1908 novemberében részt vett az egységes albán ábécé kérdésében döntő manasztiri kongresszus munkájában, egyúttal a tanácskozás résztvevőinek bemutatta az albán autonómiáról alkotott elképzeléseit is. Később csalódott az ifjútörök kormányban, és 1910–1912 között elsősorban Szófiában és Bukarestben fejtett ki hazafias tevékenységet az albán függetlenség érdekében. Albánia függetlenségének 1912-es kikiáltását követően a fiatal nemzet első fővárosában, Vlorában telepedett le. Hamarosan azonban összekülönbözött a Qemali-kormány vezetőivel, és az óhaza politikai viszonyai felett érzett keserűségében Szófiában telepedett le. Hátralévő éveit a közélettől visszavonulva, betegen élte le, Konstantinápolyban halt meg ötvenhárom éves korában.